# 格洛斯特圣米迦勒钟楼

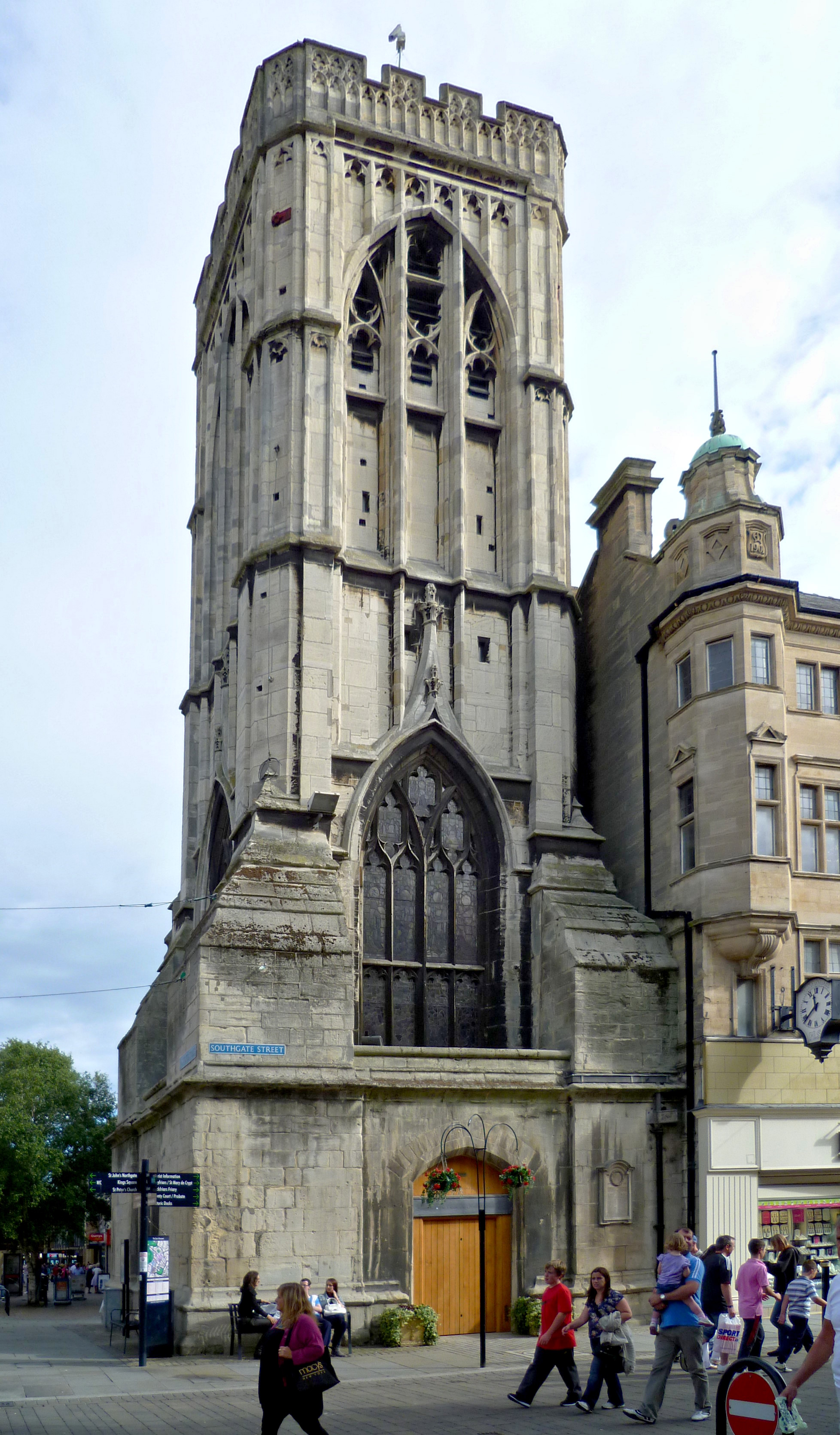
圣米迦勒钟楼

圣米迦勒钟楼（St Michael's Tower）位于英格兰格洛斯特四条主要街道（东门街、南门街、西门街、北门街）十字路口的东南转角，入口位于南门街。这里也是城市的最高处。它建于1465年，是圣米迦勒堂（St Michael the Archangel）的遗迹。 1952年列为II*级登录建筑。

## 历史

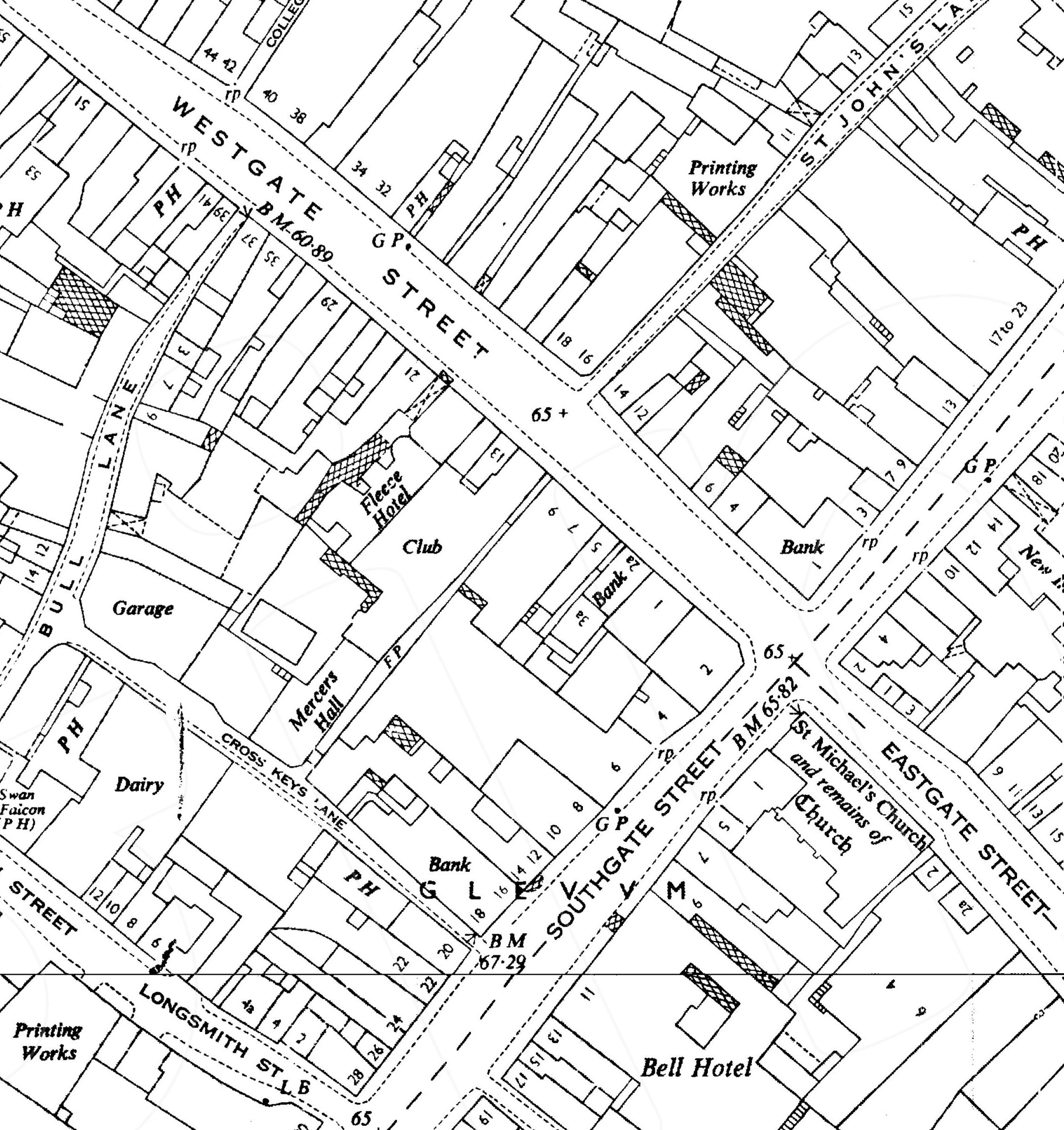

圣米迦勒堂创建于12世纪，旧教堂已在1840年代拆除，1851年建造新堂，1940年关闭，1956年拆除。堂会并入格洛斯特圣玛利亚堂. 
从1976年至1981年，楼上开设钟博物馆，1985年至1998年，用作旅游信息中心。底楼一度成为东门街和南门街之间的开放式走道。后来用于年久失修，被格洛斯特市议会用作存储空间。2009年，格洛斯特市议会批准将该建筑租赁给格洛斯特公民信托，2010年，该建筑以300，000欧元的费用修复。此后，塔成为公民信托的总部，旨在打造"学习塔"，致力于格洛斯特的历史。
2011年8月，公民信托基金发起了一项运动，以恢复钟楼的钟声。 现已完成。

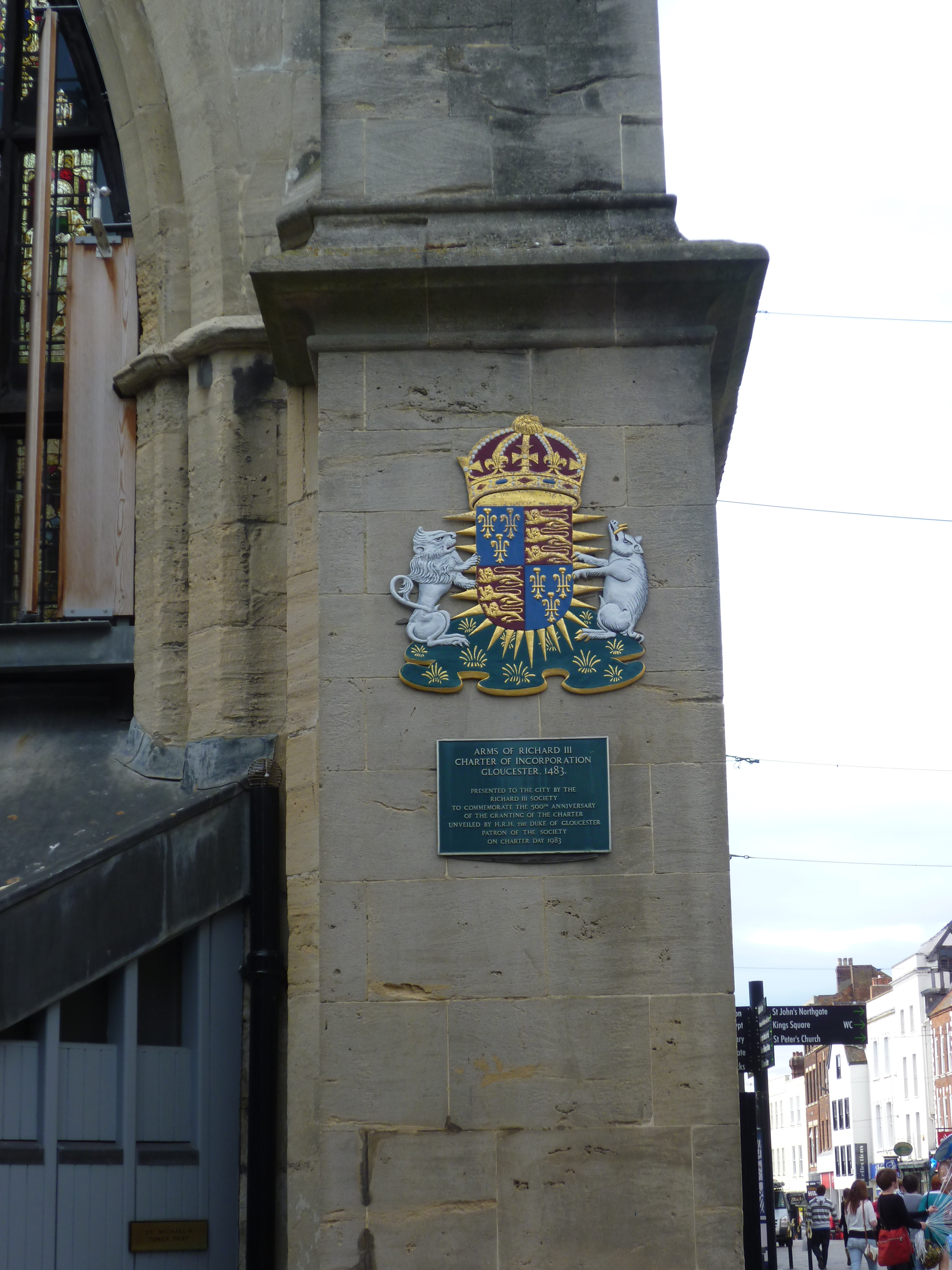
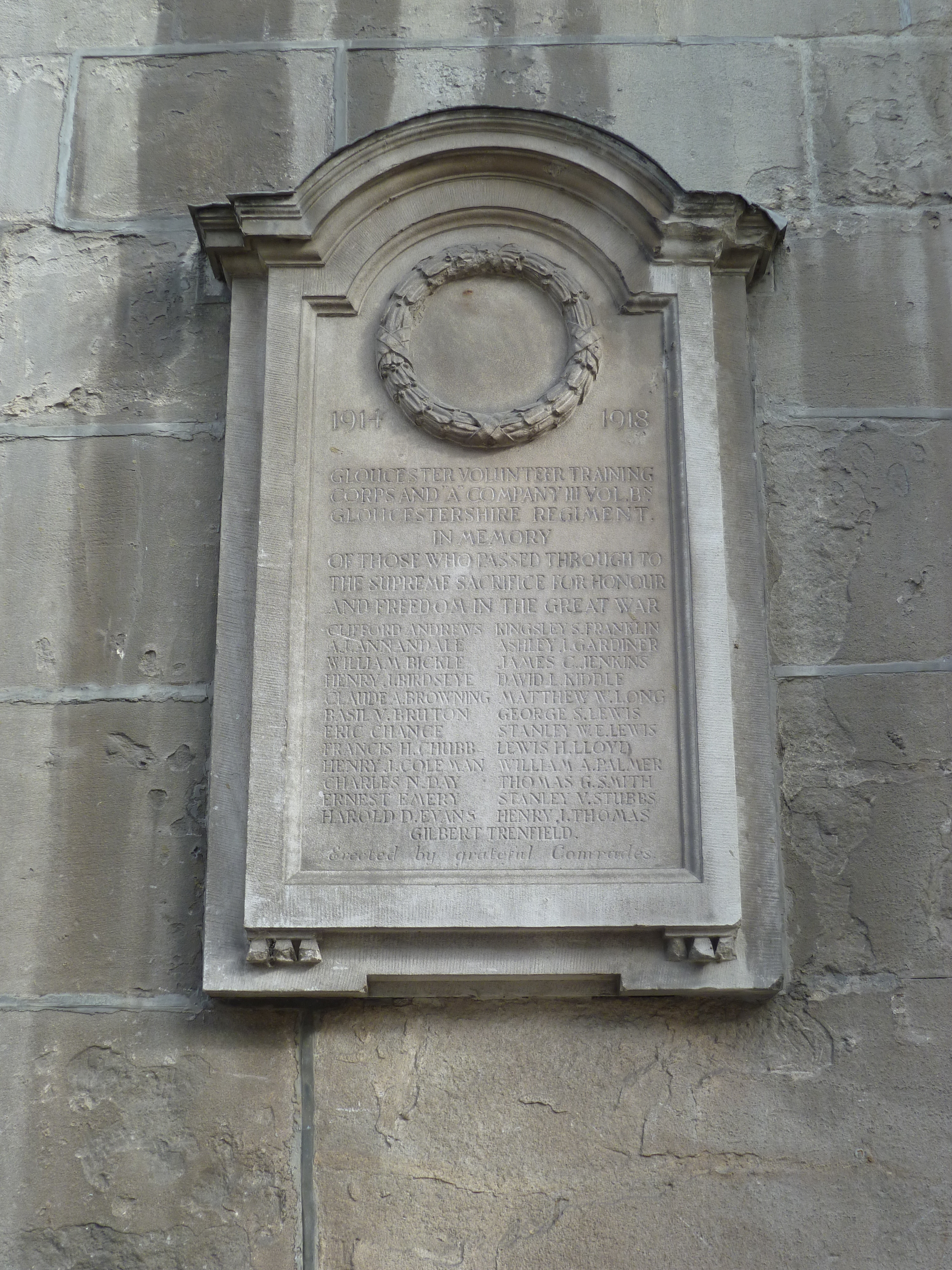
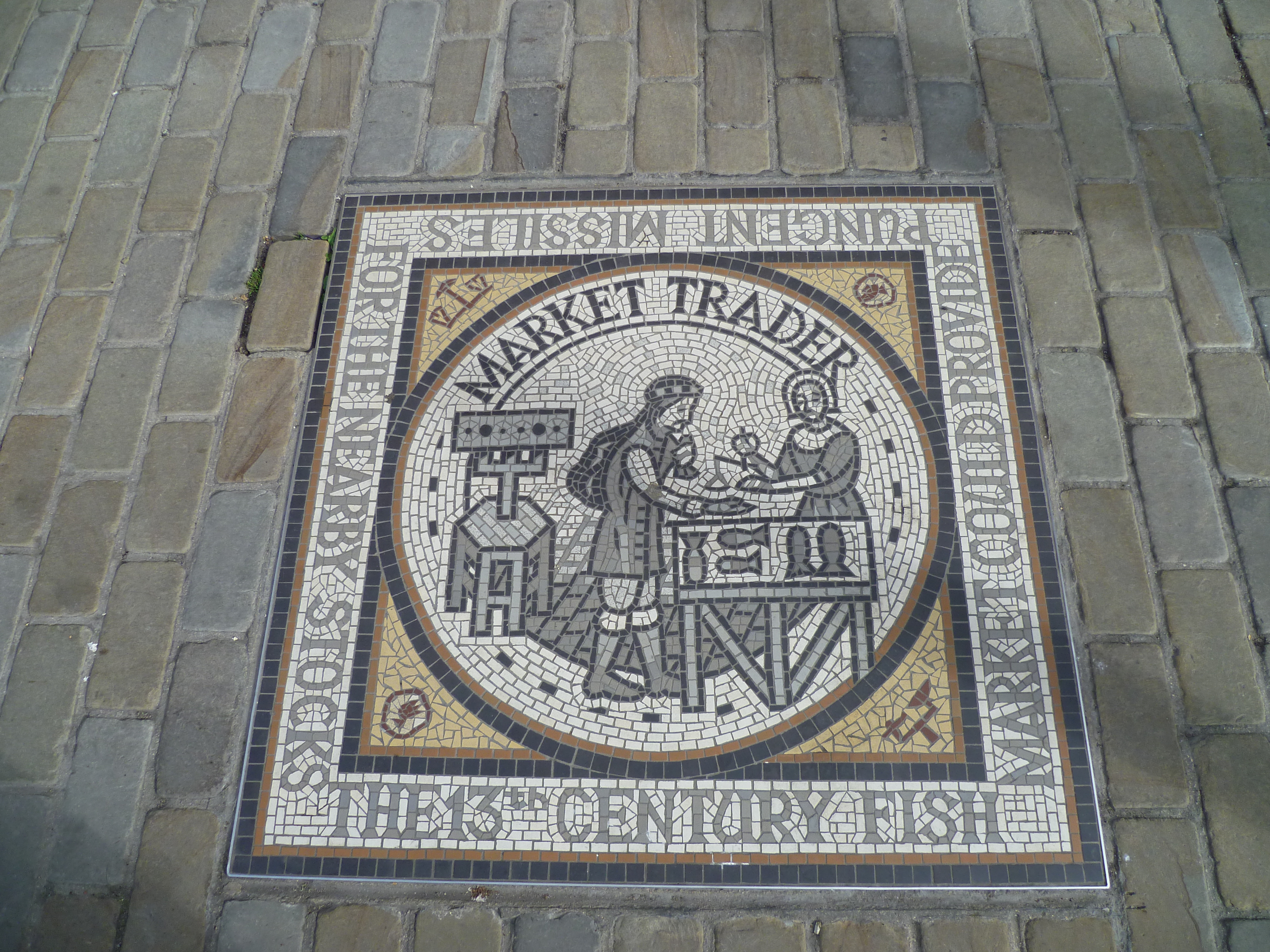